# El Olivar
El Olivar – gmina w Hiszpanii, w prowincji Guadalajara, w Kastylii-La Mancha, o powierzchni 17,27 km². W 2011 roku gmina liczyła 129 mieszkańców.